# Señor de los Milagros (Lima)
El Señor de los Milagros, denominado también como Cristo Moreno o Cristo de Pachacamilla, es una pintura de la crucifixión de Cristo, de culto católico, ubicada en el Altar Mayor del santuario de Las Nazarenas de la ciudad peruana de Lima y cuya veneración se da principalmente en octubre de cada año. 
Según el imaginario popular, la imagen fue pintada en 1651 por un esclavo originario de Angola que fue llevado al Perú, llamado Pedro Dalcón y conocido como "Benito", sobre una pared de adobe, aunque su autoría es disputada.
La festividad del Señor de los Milagros es la principal celebración religiosa en el Perú y una de las procesiones católicas más grandes del mundo.

## Historia

### Pintado de la imagen

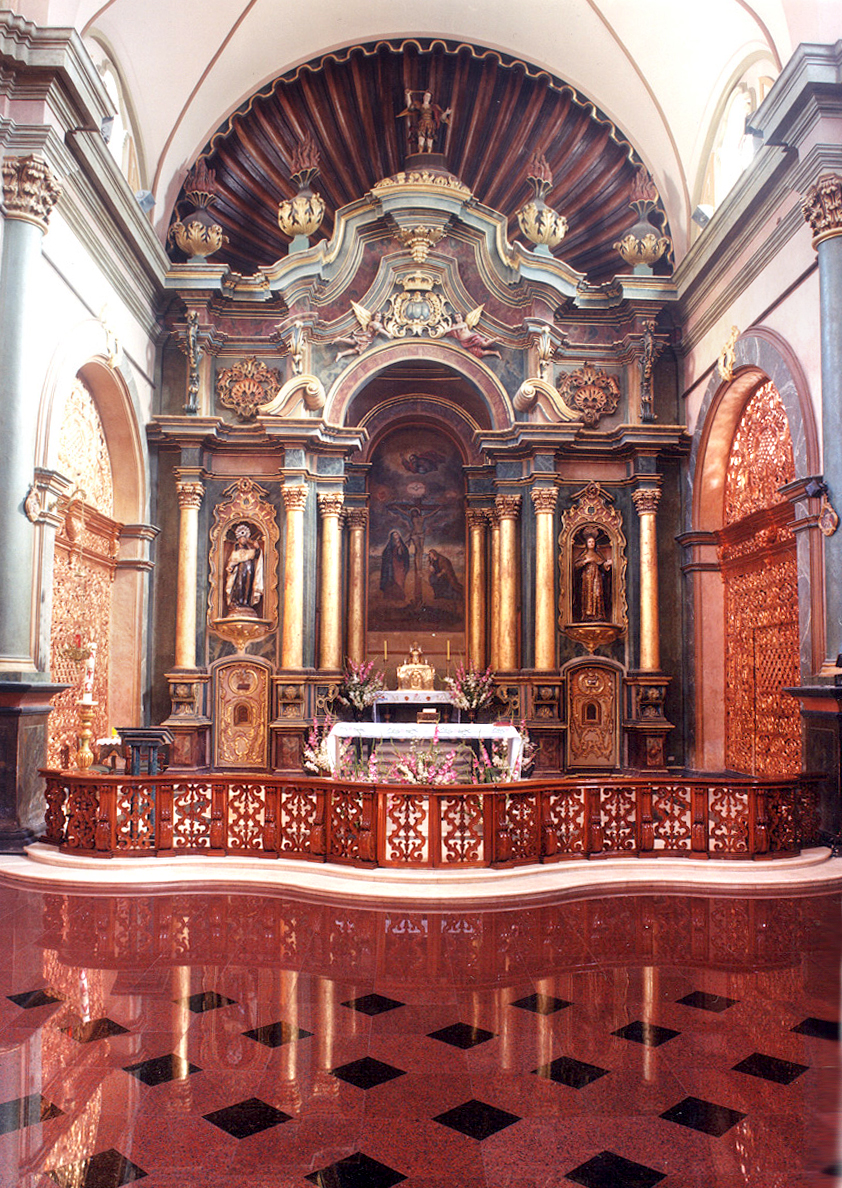
Altar mayor y mural del Señor de los Milagros de Nazarenas de Lima.

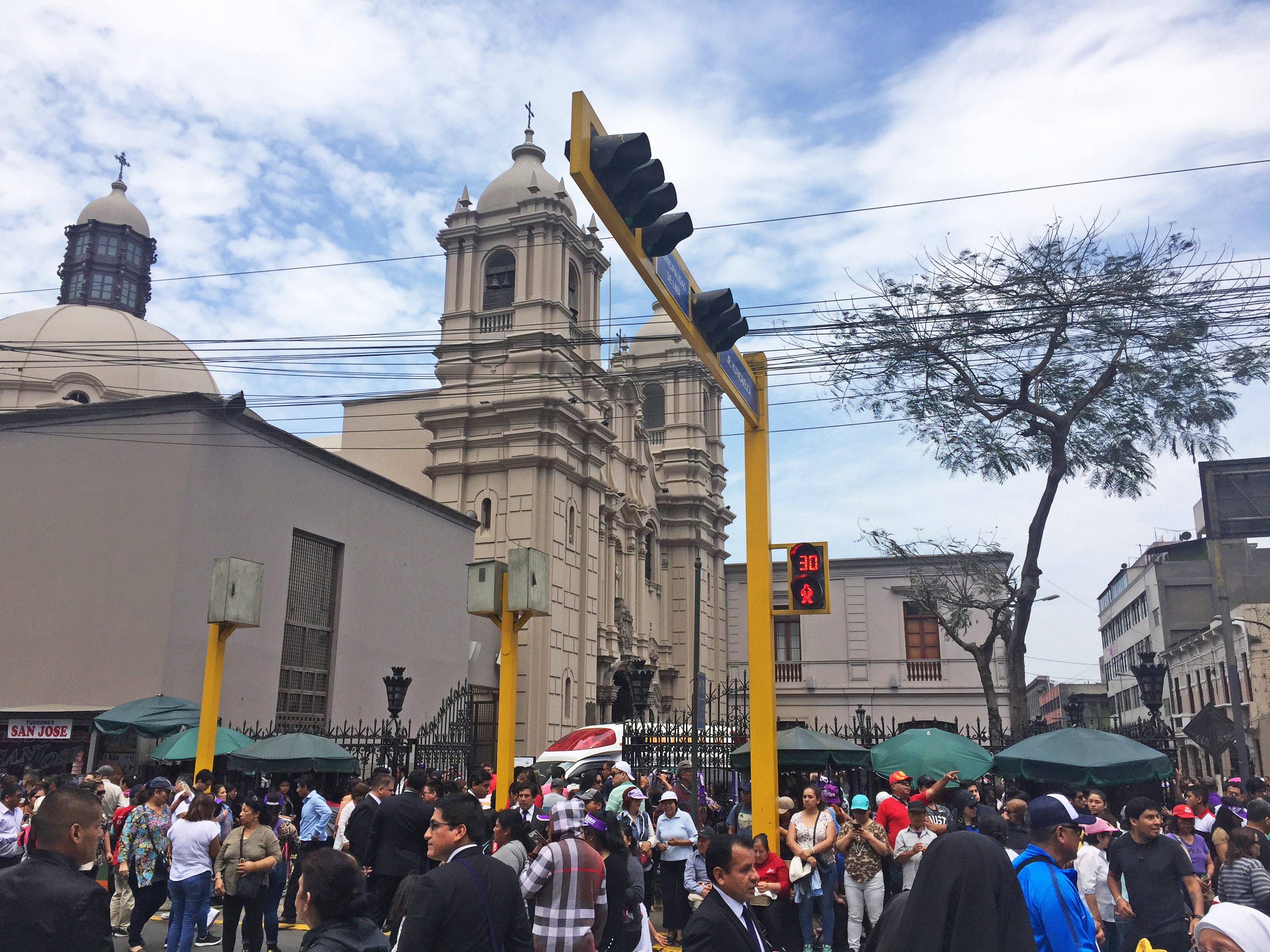
Santuario de Las Nazarenas ubicada en Lima.

La imagen original del Cristo fue pintada por la mano del hombre y se tiene registro de su existencia en 1651 en Pachacamilla según Ruben Tuesta Vargas Ugarte. Posteriormente fueron añadidas las imágenes de Dios Padre, María y María Magdalena. Se le atribuye como Cristo Moreno debido a que, entre sus creyentes, predominaba la gente de piel negra, además, el lienzo que recorre las calles, réplica del muro, el Cristo durante varias décadas tenía una tez morena.

### La tragedia de 1655 e intento de borrado de la imagen
El 13 de noviembre de 1655 a las 14:45 horas, tuvo lugar un terremoto que estremeció Lima y Callao, lo que ocasionó el derrumbe de templos, casonas y las viviendas más frágiles, y dejó miles de víctimas mortales y damnificados. Sin embargo, la pintura permaneció intacta, sin daño alguno.
Desde entonces, se realizaron reuniones para venerar la imagen los viernes por la noche. Con el tiempo, se fue incrementando la peregrinación. Muchas veces se produjeron hechos de índole distinta a las prácticas religiosas. Viendo con malos ojos todos estos hechos el párroco de San Sebastián, José de Mena, hace de conocimiento al entonces virrey Conde de Lemos, Pedro Antonio Fernández de Castro, que intervenga como autoridad, para que prohibiese las reuniones y que diera la orden irrevocable de borrar al Cristo, ya que, según su criterio, estaba fuera de los cultos religiosos. El Virrey trasladó la solicitud a la máxima autoridad eclesiástica que era en ese momento el provisor y vicario general Esteban de Ibarra, por haber fallecido el Arzobispo Pedro de Villagómez. Este envió el 4 de septiembre al sitio al promotor fiscal del Arzobispado José Lara y Galván, Laureano de Mena y el Notario Juan de Uría, quienes verificaron la existencia de la imagen del Cristo Crucificado, una concurrencia de unas doscientas personas que entonaron el salmo miserere «Tibi soli peccavi» y la presencia del sacristán de la Parroquia de San Marcelo, José de Robledillo, a quien José Lara le llamó la atención de autorizar con su presencia tal tipo de reuniones, se armó un tumulto en que los congregados en el lugar rodearon a los representantes eclesiásticos que se vieron obligados a abandonar el lugar.
Esteban Ibarra dictaminó que se prohibiesen tales reuniones y que se borrase la imagen, por lo cual entre el 6 y el 13 de septiembre de 1671, y se constituyó al lugar un comité especial dispuesto por el promotor fiscal del Arzobispado José Lara y Galán, un notario, posiblemente el mismo Juan de Uría, un pintor indígena de brocha gorda y el capitán de la guardia del virrey, Pedro Balcázar, escoltado por dos escuadras de soldados para el caso que se produjese desmanes por la cantidad de curiosos y vecinos que rodeaban el lugar.
El primero en intentarlo fue un pintor que al momento de subir por la escalera hacia la imagen comenzó a sentir temblores y escalofríos, teniendo que ser atendido, intentó de nuevo proseguir con su tarea, pero al subir otra vez, fue tal su impresión que bajó rápidamente y se alejó asustado del lugar sin concretar el encargo. El segundo hombre, se acercó a la imagen, pero algo vio en ella que le hizo desistir de raspar la imagen. El tercero, fue un soldado real de ánimo más templado, este subió, pero bajó rápidamente explicando luego que cuando estuvo frente a la imagen, vio que esta se ponía más bella y que la corona de espinas se tornaba verde.
Ante la insistencia de las autoridades por borrar la imagen, la gente manifestó su disgusto y comenzó a proferir grandes voces. En vista de lo cual el virrey y el vicario Ibarra decidieron revocar la orden, siendo el mismo quien autorizó su culto. Luego de una visita del virrey y su esposa, dispusieron se levante una ermita provisional. El 14 de septiembre de 1671 se celebraría la primera misa oficial en la ermita.

### La primera misa ante las altas autoridades eclesiásticas y civiles.
El 14 de septiembre de 1671 se ofreció la primera misa ante las autoridades eclesiásticas y civiles, en la recientemente inaugurada ermita que se erigió por orden del virrey Pedro Antonio Fernández de Castro, Conde de Lemos, fecha que coincide con el día de La Exaltación de la Santa Cruz, comenzándose a difundir el culto y a llegar de diferentes lugares numerosos fieles, comenzándolo a llamar al crucificado, Santo Cristo de los Milagros.

### El terremoto de 1687 y la primera procesión

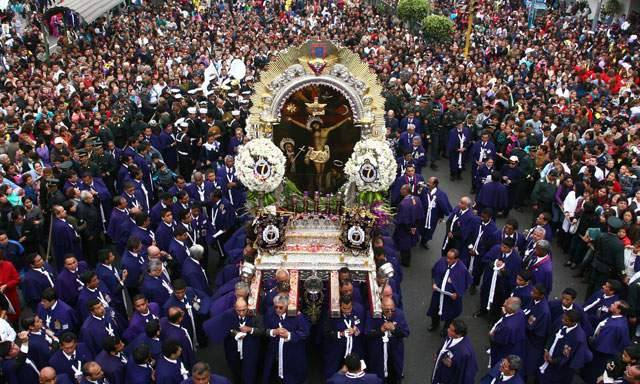
Procesión del Señor de los Milagros

El 20 de octubre de 1687, a las 4:45 a. m., un violento terremoto que según cronistas de la época duró más de 15 minutos (sic) arrasó Lima junto al Callao, teniendo una réplica a las 6:30 a. m., derribando la ermita edificada en honor al Cristo. Ante la sorpresa general la pared de la imagen del crucificado quedó nuevamente incólume, por lo que se ordenó la confección de una copia al óleo y que por primera vez saliera en andas por las calles de Pachacamilla por idea de Sebastián de Antuñano. Una vez elaborada la copia, se sacó en procesión.

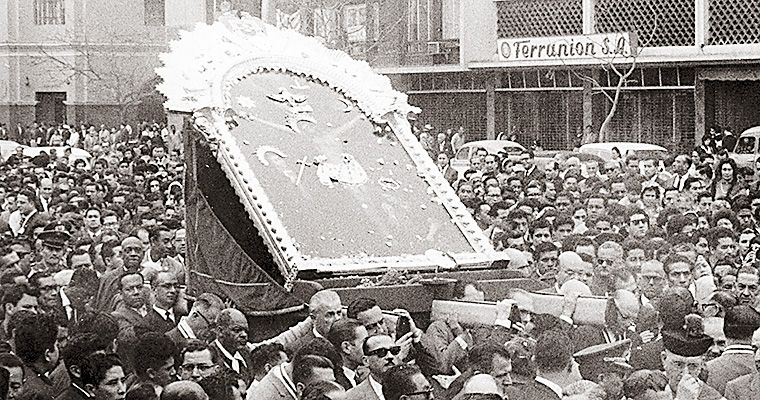
Traslado Procesional del Señor de los Milagros en 1954.

Un dato que es importante destacar es que el Señor de los Milagros visita desde 1688 el Hospital Arzobispo Loayza, mismo que en esa época era el Hospital de Santa Ana. A partir de ese momento hace su visita bendiciendo a los enfermos y trabajadores que todo el año esperan ansiosos su llegada, el 28 de octubre de cada año.

### El terremoto y maremoto de 1746
En 1746, Lima padeció el sismo más destructor de su historia y, una réplica de su imagen salió en procesión y la tierra dejó de temblar. Esto acrecentó la devoción del pueblo. se construyó la Iglesia de las Nazarenas, que hoy es el santuario donde se le rinde culto. Decenas de miles de devotos llegan de todas partes del mundo en el mes de octubre para participar en las procesiones por las calles de Lima. Por eso miles de personas van a la procesión el día 28 de octubre de cada año recordando lo que en ese día aconteció, el terremoto, pero también se recuerda cuando el muro del Señor de los Milagros no se cayó, se quedó en pie otra vez devolviendo la esperanza a la ciudad de Lima y a partir de ese momento sale el 28 de octubre de cada año como muestra de bendición a toda la metrópoli.
Por decisión y apoyo incondicional del entonces virrey Manuel Amat y Juniet, aportar anualmente desde 1764 hasta 1776, 150 pesos de la época como limosna para la construcción del nuevo Templo de Nazarenas, llegando a duplicar en la Cuaresma de 1775 la limosna. También colaboró en todos los estudios técnicos de los planos de la obra, la inspección de la construcción y todos los permisos necesarios para que finalmente fuera inaugurada el 21 de enero de 1771 ante el júbilo de las Madres Nazarenas como el pueblo de Lima. Cabe resaltar que la idea originalmente fue de Micaela Villegas "la Perricholi", quien era devota del Señor de los Milagros, y un buen día visitó la ermita y al verla en lamentable estado, decidió erigir un templo digno para su culto, e hizo las coordinaciones con su pareja sentimental el virrey Amat y se ejecutó la obra, con recursos propios y del pueblo limeño.

### Procesiones en otros lugares del Perú
Se da a conocer que en otros lugares de Lima y el Perú se realizan procesiones del Señor de los Milagros, es este caso donde en distintos distritos de Lima y Perú, como Huancayo y Huancavelica se realizan procesiones, hay réplicas en Chorrillos, Callao, Jesus Maria, Surco, Carabayllo, San Martin de Porres; Condevilla Señor 2da etapa, entre otras réplicas más.
Además de la ciudad de Lima, la festividad del Señor de los Milagros se ha expandido a otras provincias del Perú como Arequipa, Cajamarca, Cusco, Chiclayo, Trujillo, Piura, Tacna, Huancayo y Huánuco. La festividad también es realizada por parte de la comunidad peruana en el extranjero en ciudades como La Paz, El Alto, Sao Paulo, Santiago, Buenos Aires, Sevilla y Washington.

## Procesión

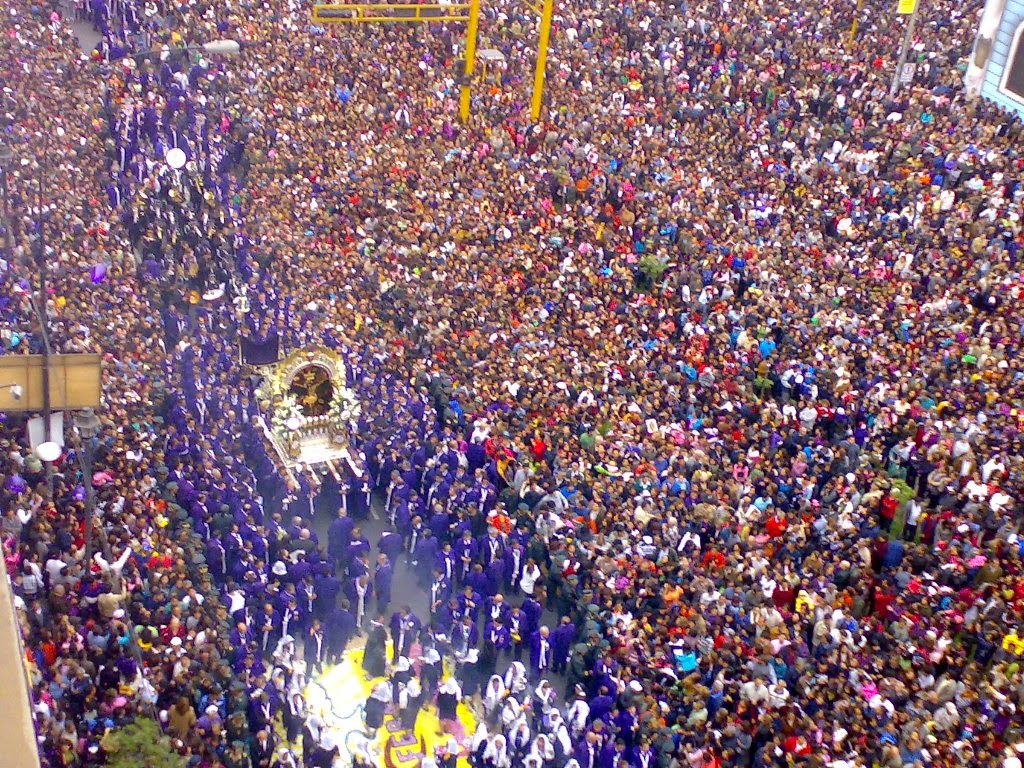
Multitudinaria procesión de octubre

La procesión del Señor de los Milagros de Nazarenas, se realiza tradicionalmente en el mes de octubre. Se traslada en procesión desde el Monasterio de las Nazarenas al mediodía del primer sábado de octubre e ingresa al Santuario de las Nazarenas en la noche. Se realiza un himno, creado originalmente por Isabel Rodríguez-Larraín Pendergast. Posteriormente el Cristo de Pachacamilla recorre la ciudad de Lima los días: 18, 19 y 28 de octubre. Finalmente, su último recorrido procesional se realiza el 1 de noviembre en el que la imagen sale del Santuario de las Nazarenas e ingresa al Monasterio hasta el año siguiente.
La festividad fue declarada Patrimonio Cultural de la Nación por el Instituto Nacional de Cultura siendo la máxima expresión la procesión. Entre las prácticas asociadas al Señor de los Milagros están las actividades vinculadas con el culto, como la artesanía de velas, el uso de sahumerios, estampas, detentes y otros objetos que acompañan la devoción así como el consumo de una serie de productos como los turrones de doña Pepa y otros dulces limeños.
El lienzo que mandó a confeccionar Sebastián de Antuñano es el que sale en procesión en la actualidad. Este lienzo fue restaurado en 1991 por los especialistas del Museo Pedro de Osma.

### Las Sagradas Andas

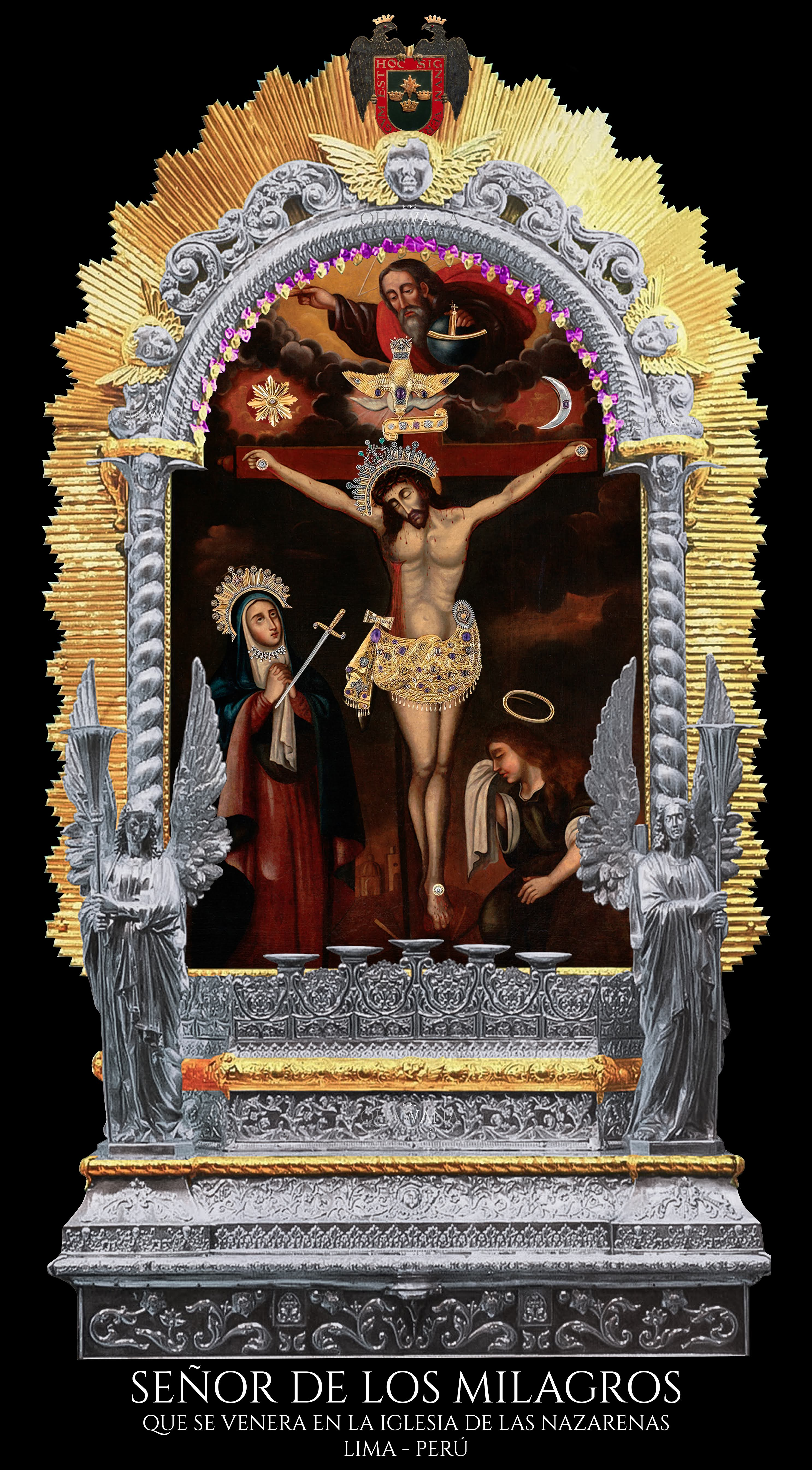
Señor de los Milagros, Lima - Perú

Las andas son la estructura que permite cargar la imagen venerada en procesión. Cargadas en hombros, pueden ser interpretadas como símbolo de realeza, en tanto permiten evocar las literas de los reyes. Las andas hacen posible llevar en alto, elevar sobre el pueblo la imagen, consintiendo una relación más directa con el objeto de su piedad.
Las Andas del Señor de los Milagros están formadas, en primer lugar; por una especie de mesa de madera de caoba y refuerzos metálicos sobre la que se alza la imagen; la mesa atravesada longitudinalmente por cuatro largos travesaños de pino Oregón que sirven para el transporte. Los travesaños, de 3,46 m de longitud, están recubiertos en la parte superior por planchas de plata y en la inferior ligeramente acolchadas en terciopelo color morado, que es su color característico en las procesiones. Las terminales de las patas son de bronce.
Sobre la mesa se levanta un pequeño podio de madera recubierto con láminas de plata tallada, que sirve de base a la imagen. En cada una de las cuatro esquinas del anda, un ángel de plata maciza de 1 m de alto y 50 kg de peso, con alas desplegadas, sostiene entre las manos una azucena de plata con trinches de acero, donde se colocan los conos de flores.
Tanto en la parte frontal del anda, como posterior se ubican las jardineras también de plata, para los arreglos florales que se reciben en el recorrido y donde también se encuentran los candelabros de plata para las velas, cinco al frente de cada imagen, encendidas durante todo el recorrido procesional. El lienzo del Señor de los Milagros se ubica sobre el eje transversal del anda. El lienzo, en cuya parte posterior se ubica el de Nuestra Señora de la Nube, está encuadrado por un doble marco de columnas salomónicas que rematan en capiteles a modo de querubines, sobre los que se apoya un arco ornamentado con especies de volutas y rostros de ángeles. El arranque del arco coincide con los brazos de la Cruz. Columnas, arco y ornamentaciones son de plata pura y están rodeadas por rayos de plata bañada en oro de 21 quilates que rematan en 33 puntas. En la parte más alta, sobre los rayos, aparece el escudo de la Ciudad de los Reyes. Las andas del Señor de los Milagros miden en total 4, 40 m de alto, 1, 64 de lado, y pesaban originalmente cerca de 1,700 kg, de los cuales 450 kg de plata pura, con los accesorios pesa cerca de 1,950 kg.

### Los lienzos procesionales

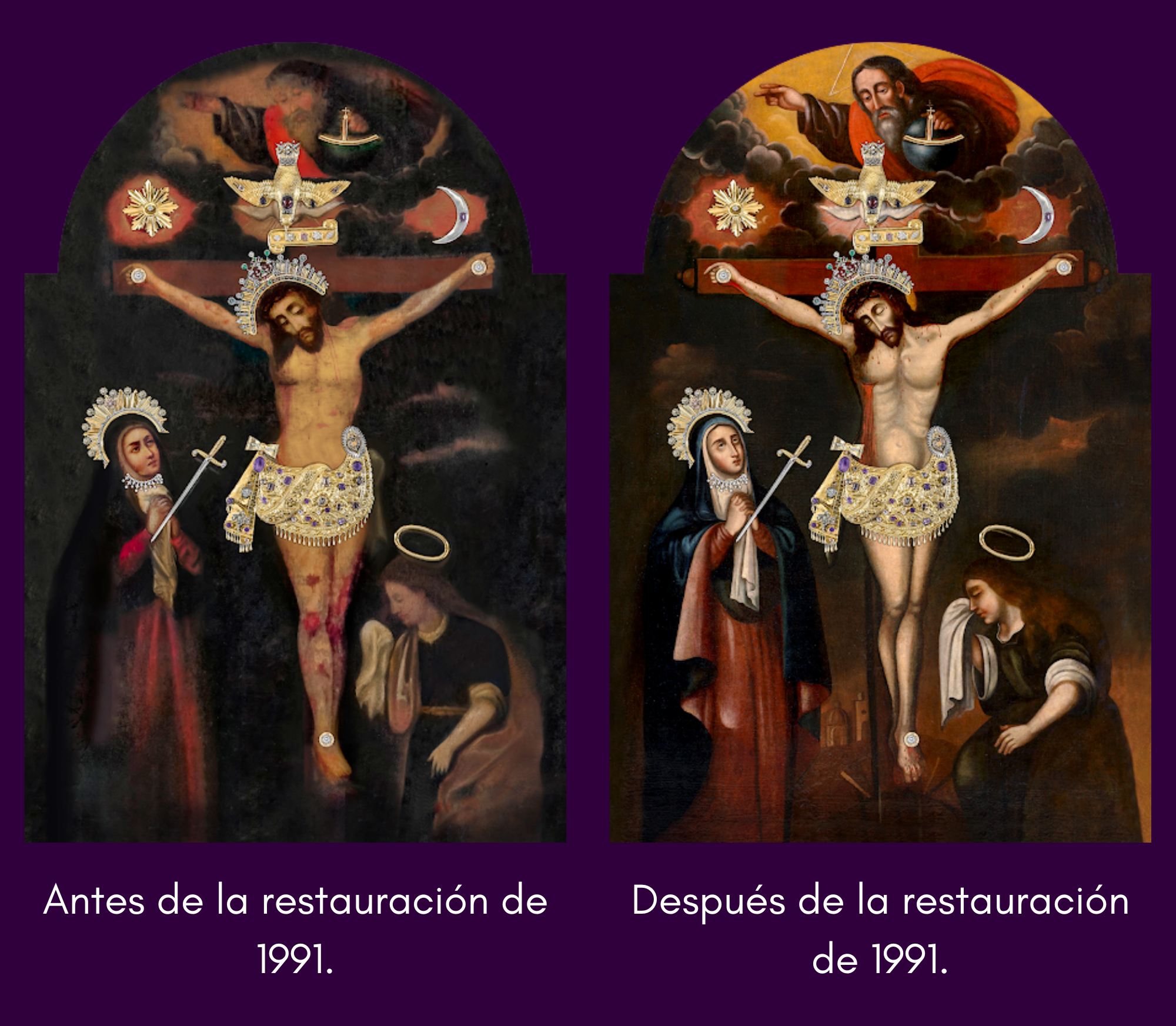
Imagen comparativa del lienzo del Señor de los Milagros de Nazarenas antes y después de su restauración en el año 1991.

Los lienzos procesionales nacen por la necesidad de recorrer las calles con la imagen en procesión, sin embargo resultaba imposible poder pasear un muro de adobe, es por ello que Sebastián de Antuñano manda a realizar una copia de la imagen del muro al óleo sobre lienzo. Con el terremoto del 20 de octubre de 1687 se daría paso a la primera procesión que tuvo ruta con dirección a la Plaza Mayor de Lima. Cabe resaltar que el lienzo originalmente no contaba con ningún ornamento que lo adornase tal como los tiene ahora.
El lienzo de la Virgen de la Nube fue creado posteriormente al del Señor de los Milagros, se desconoce con exactitud cuando fue que el lienzo fue mandado a hacerse, sin embargo se tiene registro de su existencia a partir de 1747.

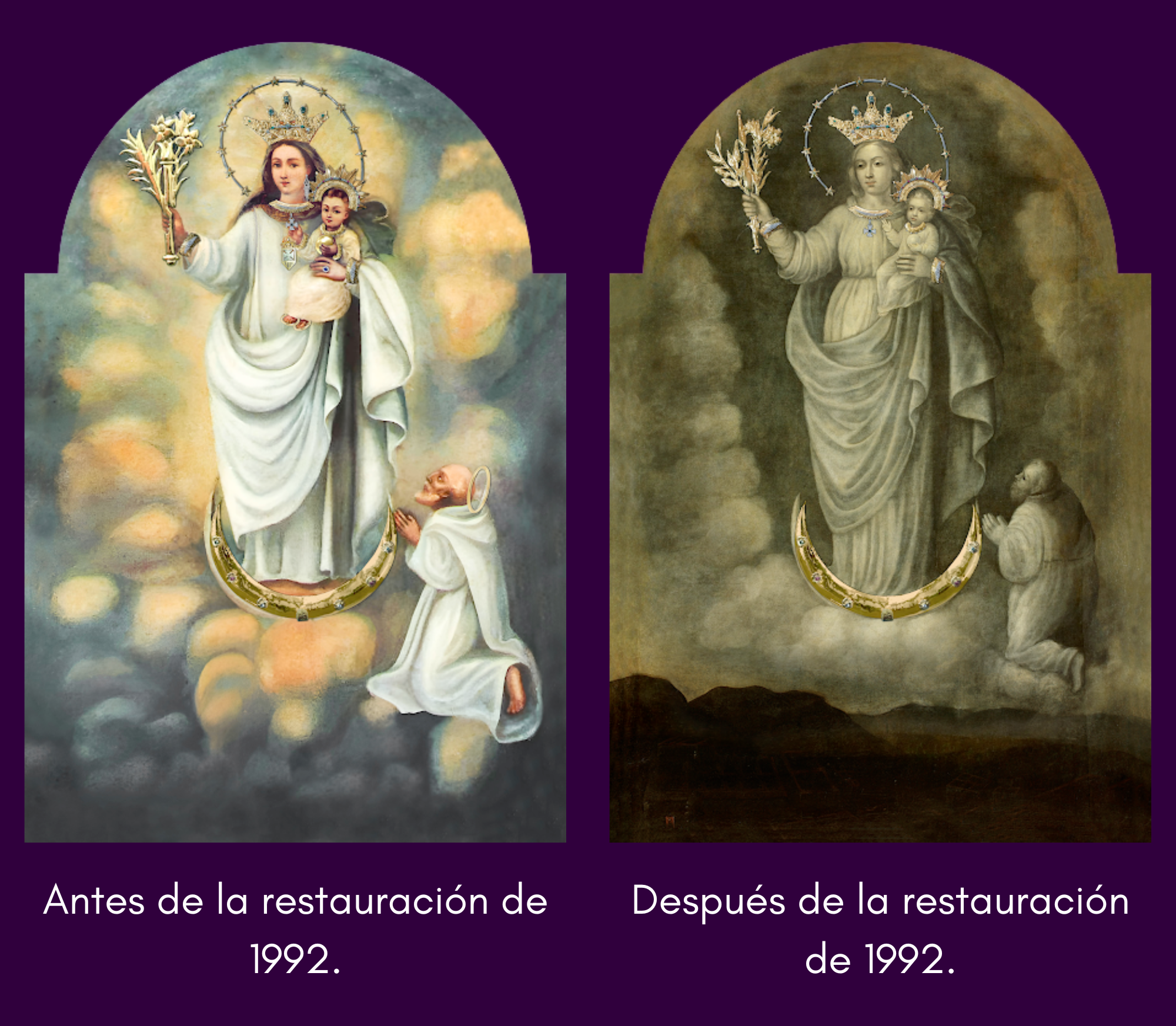
Imagen comparativa del lienzo de la Virgen de la Nube de Nazarenas antes y después de su restauración en el año 1992.

Cabe resaltar que los lienzos tuvieron una restauración intensiva durante los años 1991 y 1992 a cargo del equipo de profesionales restauradores del Museo Pedro de Osma de Barranco, empezando con el lienzo procesional del Señor de los Milagros que fue presentado al público para octubre de 1991. En esta restauración hubo numerosos cambios en el lienzo dejando al descubierto el trazo y colores originales de la pintura. Los cambios más notorios en el lienzo del Señor de los Milagros se notaron en los rostros de la Virgen María que pasó de tener un rostro más serio y de apariencia de mayor edad a tener un rostro más acongojado y joven, el cuerpo del Cristo pasó de ser más robusto a uno más esbelto, el paño de pudor cambió de lado, pasando el nudo caído del lado derecho del Cristo al lado izquierdo, la posición de la mano de María Magdalena cambió y su pañuelo se acercaba más al ojo como secándose las lágrimas, entre otros varios cambios. El equipo de restauración al hacer los primeros estudios antes de intervenir la imagen y dándose cuenta de estos cambios, advirtió a las Madres Nazarenas de lo que pasaría, así como también se le informó a las autoridades de la Hermandad del Señor de los Milagros.
El lienzo de la Virgen de la Nube fue el que más cambio a la vista tuvo, pues, los colores de todo el lienzo cambiaron bruscamente, pasando de tonalidades claras antes de la intervención a unas tonalidades verdosas tras la misma. Cabe resaltar que durante las intervenciones a este lienzo se encontraron varios escudos en el pecho de la Virgen que no coincidían con la advocación a la que hacía alusión la imagen. El lienzo ya restaurado fue presentado en octubre de 1992.

#### Lienzo de Nuestra Señora de la Nube

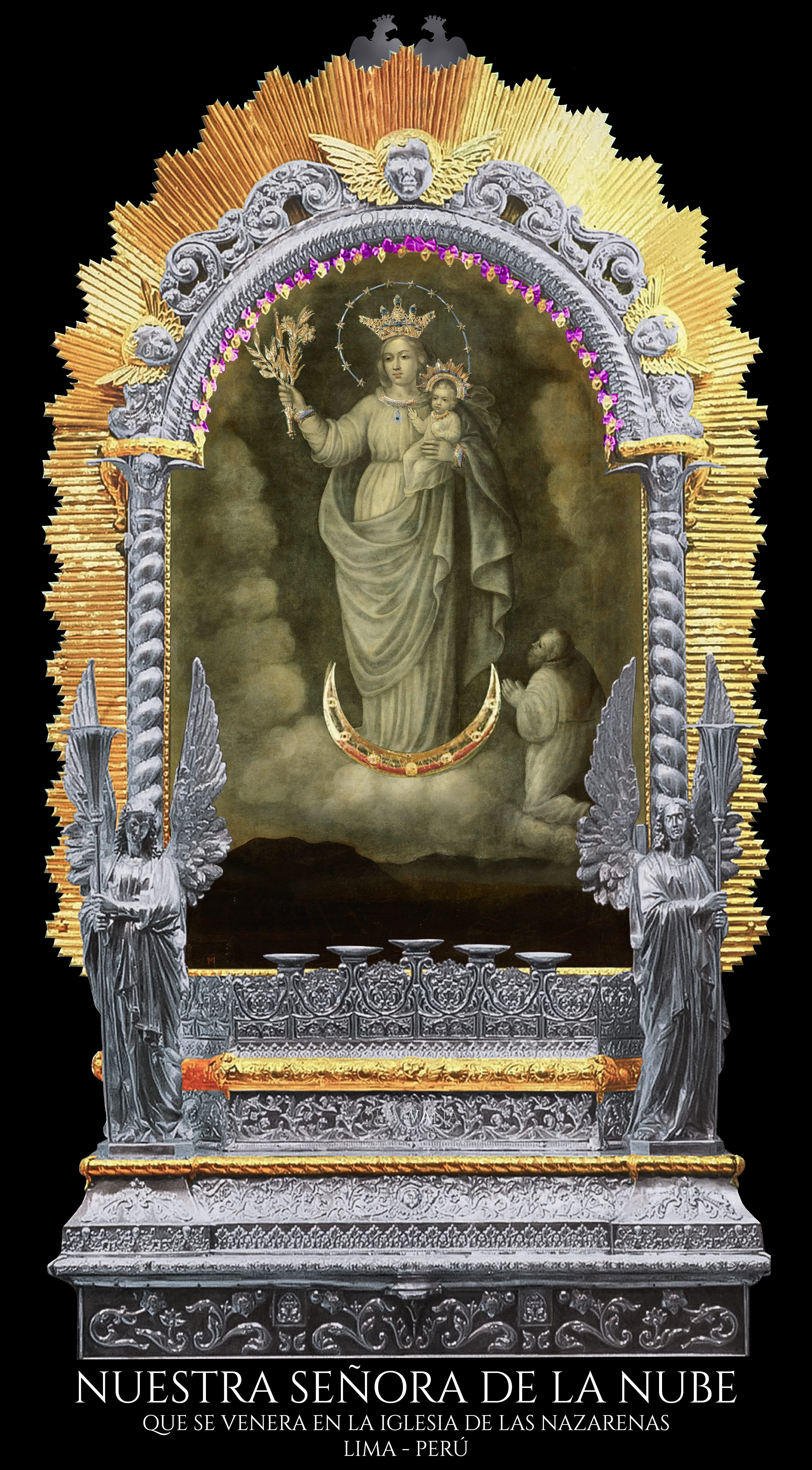
Virgen de la Nube de Nazarenas, Lima - Perú.

El lienzo de Nuestra Señora de la Nube acompaña a la imagen del Señor de los Milagros en su reverso, se tiene registro de que el lienzo ya acompañaba la procesión desde 1747, sin embargo se desconoce con exactitud la fecha de su confección y desde cuando fue colocada al reverso del anda. De advocación ecuatoriana, es fiel homenaje a la cuna de la fundadora del Monasterio de Las Nazarenas. Según Pedro Gjurinovic fue pintada encima de la imagen de la Virgen de la Merced, como se comprobó cuando se hizo la restauración del lienzo en el Museo de Osma.
La advocación de la Virgen de la Nube también se le conoce como la Candelaria. La imagen de la Virgen María, se presenta como una reina, en su mano derecha sujeta su cetro; la azucena representa su corazón y el olivo su fruto, símbolo de su vinculación con Israel. En su brazo izquierdo carga al Niño Jesús. También se observa a los pies de la Virgen a un personaje arrodillado, este respondería a ser el Obispo Sancho Andrade, sin embargo también es una hipótesis. En la parte baja de la pintura se puede observar unas construcciones que algunos expertos indican que puede ser el antiguo Monasterio de las Nazarenas, también otros indican que se trataría de la ciudad de Quito. Es probable que su devoción la haya introducido la misma fundadora, Madre Antonia, pues como ya se ha mencionado anteriormente, ella era natal de Ecuador, de igual forma se debe tener en cuenta que cuando la Madre Antonia nació, Ecuador aún formaba parte del antiguo Virreinato del Perú.
Según la historia, se cuenta que en 1696, en Quito, estaba enfermo y desahuciado el obispo Sancho de Andrade y Figueroa. En el pueblo de Guápulo, de gran devoción a la Virgen María, se decidió organizar una novena por su salud; una procesión del Rosario salió camino a la catedral el 30 de diciembre y de repente se cuenta que una imagen de María apareció, formada por las nubes. Cerca de 500 personas fueron testigos del maravilloso hecho, mientras el obispo se curaba repentinamente.

### Organización
La Hermandad del Señor de los Milagros de Nazarenas (abreviada H. S. M. N.) es una asociación religiosa integrada por alrededor de 5000 miembros divididos en 20 cuadrillas y en 3 grupos (cantoras, sahumadores, y hermanos honorarios). Esta institución está dirigida por un Mayordomo General, nombrado por el Arzobispo de Lima. La Hermandad se encarga de difundir la fiesta y la procesión de Nuestro Señor de los Milagros, siendo ellos los que llevan sobre sus hombros la sagrada imagen por las principales calles de Lima.

La Comunidad de las Madres Nazarenas tienen representantes durante los recorridos procesionales, que son los Patrones y los Subpatrones de Andas, acompañados por sus adjuntos correspondientes, quienes son los encargados de vigilar las Sagradas Andas y de cuidar los lienzos procesionales, siendo las máximas autoridades mientras el Señor permanezca fuera de su Santuario.

## Honores

### Guarda y Custodio por la ciudad de Lima
Cabe reseñar que el Cabildo de Lima, dada su protección constante contra los diversos temblores y terremotos, y al haber quedado inalterado por estos movimientos, y previa gestión de Sebastián de Antuñano, sor Josefa de la Providencia y del Padre Alonso Messía S.J., se declaró el 21 de septiembre de 1715 al Cristo de los Milagros como «Guarda y Custodio por la Ciudad de los Reyes contra los temblores que azotan la tierra», y desde aquel momento quedó oficializado su culto entre los vecinos de Lima, quienes lo tenían ya como su devoción predilecta. A partir de ese momento fue llamado como se le conoce actualmente El Señor de los Milagros de Nazarenas.
En 1937, el alcalde de Lima Luis Gallo Porras, hizo entrega del Escudo de la ciudad, el cual fue colocado en el vértice superior de las andas del Señor. El 18 de octubre de cada año, la Municipalidad Metropolitana de Lima le rinde un solemne homenaje en la Plaza Mayor de la capital, en nombre de toda la ciudad.

### Patrono de la Espiritualidad Católica del Perú
Siendo presidente de la República Alan García y el presidente del Consejo de Ministros Javier Velásquez Quesquén, se decidió el 12 de mayo de 2010, nombrar al Señor de Los Milagros como patrono de la Religiosidad y Espiritualidad Católica del Perú. Dicha resolución fue promulgada el 18 de octubre de 2010, al arribo de las Sagradas Andas en procesión hacia la Plaza Mayor de Lima. El Congreso Nacional del Perú de 1828 conjuntamente con el libertador José de San Martín proclamaron a San José como Patrón del Perú.

### Proclamación como Patrón de todos los peruanos
El 15 de octubre de 2005, la Santa Sede, en coordinación con el Arzobispado de Lima, designó por unanimidad nombrar al Señor de los Milagros como Patrón de los Peruanos Residentes e Inmigrantes, ya que cuando comenzaron a emigrar a otros países, estos continuaron con el culto en múltiples ciudades del mundo, también durante el mes de octubre. Así, hay decenas de ciudades importantes donde se lleva a cabo esta procesión, la misma que comienza a ser reconocida internacionalmente y en muchos casos, auspiciada oficialmente por diversas autoridades locales.

## Homenajes

### Feria Taurina del Señor de los Milagros

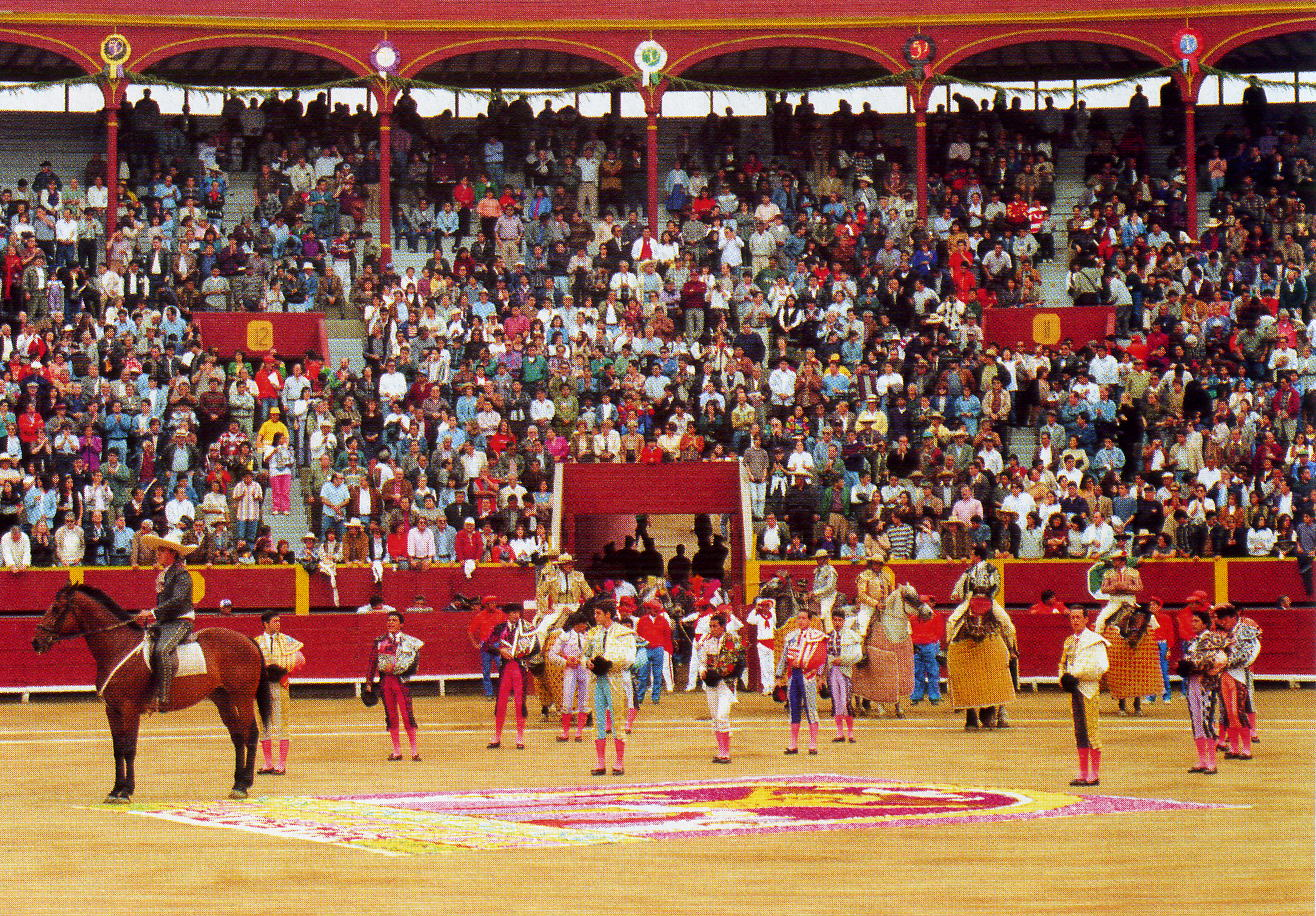
Paseíllo en la Plaza de Acho en una tarde de la Feria del Señor de los Milagros, cuya imagen se halla en una alfombra de flores.

La Feria del Señor de los Milagros es un evento taurino realizado anualmente en la Plaza de Toros de Acho, en Lima, Perú. En él se reúnen las principales figuras del toreo nacional e internacional, quienes se disputan el Escapulario de Oro del Señor de los Milagros, máxima distinción de la feria.
Se realiza en homenaje al Señor de los Milagros, Patrono del Perú y Patrón Jurado de Lima entre los meses de octubre, noviembre y diciembre. Es considerado por la crítica el evento taurino más importante de América del Sur.
Los escapularios de oro y de plata son las distinciones que otorga la feria una vez culminada, al matador y a la ganadería, respectivamente, de mejor actuación en la feria. En 1947, una vez establecida oficialmente la temporada de corridas entre octubre y noviembre, es que se crea como premio el "Escapulario de Oro del Señor de los Milagros". En 1969 se crea la "Divisa de Oro", para premiar al mejor toro de la feria. En 1970 queda establecido como "Escapulario de Plata", entregado al ganadero propietario del mejor toro lidiado en la feria.
El Escapulario, tanto el de oro como el de plata, es una imagen tallada en alto y bajo relieve en oro de la limeña advocación del Señor de los Milagros.

### Televisión
En la década de 2000, TV Perú transmitió un programa homenaje conducido por Rafael Santa Cruz. Este contó la participación de artistas musicales como Augusto Polo Campos, Julie Freundt, Bartola, entre otros.

### Música
Susana Baca, exministra de Cultura y tres veces ganadora del Grammy latino, le ha dedicado la canción Al Señor de los Milagros.